# زاوية سيدي محمد بن حفيظ

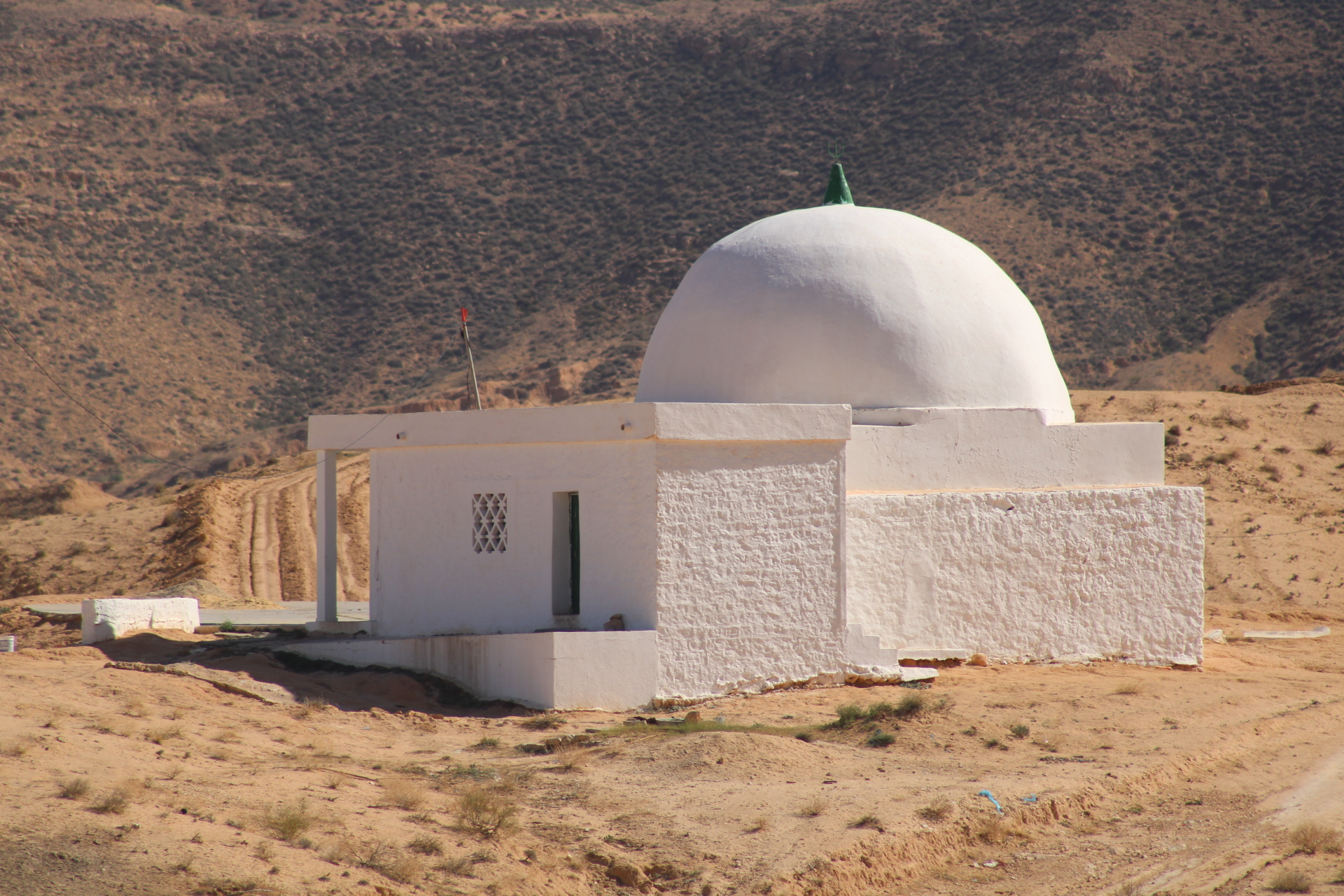

 زاوية سيدي محمد بن حفيظ هو معلم أثري تونسي مصنف من قبل المعهد الوطني للتراث يقع في ولاية قابس في الجنوب الشرقي التونسي، تحديدا في مدينة معنمدية مطماطة القديمة تم تصنيف المعلم في يوم 26 جانفي 2024 ?المعالم التاريخية والأثرية المرتبة والمحمية للبلاد التونسية]، المعهد الوطني للتراث. 

## مقالات ذات صلة
- قائمة المعالم الأثرية المصنفة في تونس